# 9 Heures de Kyalami
Les 9 Heures de Kyalami sont une course d'endurance de voitures de sport disputée en Afrique du Sud de la fin des années 1950 jusqu'à la fin des années 1980.
Les premières courses ont eu lieu sur un circuit à l'aéroport de Grand Central à proximité de Midrand. En 1961, l'événement est déplacé vers le circuit nouvellement construit de Kyalami. De 1965 à 1973, la course a été la pièce maîtresse de la série sud-africaine Trophy Springbok. En 1974, l'événement faisait partie du championnat du monde des voitures de sport en passant d'un format de six heures à 1 000 km. De 1975 jusqu'en 1979, la course a eu lieu pour les voitures de tourisme. La course revient aux voitures de sport et sa durée de neuf heures en 1981 et 1982, avant d'être réduite à 1 000 km et devenir une partie du Championnat du monde des voitures de sport une fois de plus, en 1983 et 1984. Après ne pas être tenu en 1985 en raison de la construction du circuit, une compétition de 500 km a été courue entre 1986 et 1988.
De 1998 à 2000, l'épreuve a été relancée comme une course de 2 h 30 dans le cadre du championnat FIA des voitures de sport.
La course fait son retour en 2019 dans le cadre de l'Intercontinental GT Challenge.

## Grand Central
| Année                                | Pilotes                              | Écurie                               | Voiture                              | Distance/Durée                       | Nom officiel de la course                              |
| Course non inscrite à un championnat | Course non inscrite à un championnat | Course non inscrite à un championnat | Course non inscrite à un championnat | Course non inscrite à un championnat | Course non inscrite à un championnat                   |
| ------------------------------------ | ------------------------------------ | ------------------------------------ | ------------------------------------ | ------------------------------------ | ------------------------------------------------------ |
| 15 novembre 1958                     | Ian Frazer-Jones Tony Fergusson      |                                      | Porsche 356                          | 9 heures 902,468 km                  | South African Nine Hour Endurance Race                 |
| 6 octobre 1959                       | Chris Fergusson Hugh Carrington      | H. M. Carrington                     | Dart - Climax                        | 9 heures 922,959 km                  | South African Nine Hour Endurance Race                 |
| 29 octobre 1960                      | Dawie Gous John Love                 | A. H. Pillman & Son (Pty.) Ltd.      | Porsche 550 RS                       | 9 heures 989,816 km                  | Rand Daily Mail South African Nine Hour Endurance Race |

## Kyalami
| Année                                      | Pilotes                                             | Écurie                                                 | Voiture                              | Distance/Durée                       | Nom officiel de la course                |           |
| Course non inscrite à un championnat       | Course non inscrite à un championnat                | Course non inscrite à un championnat                   | Course non inscrite à un championnat | Course non inscrite à un championnat | Course non inscrite à un championnat     |           |
| ------------------------------------------ | --------------------------------------------------- | ------------------------------------------------------ | ------------------------------------ | ------------------------------------ | ---------------------------------------- | --------- |
| 4 novembre 1961                            | Dawie Gous John Love                                | A. H. Pillman & Son (pty.) Ltd.                        | Porsche 550 Spyder                   | 9 heures 1 082,509 km                | South African Nine Hour Endurance Race   |           |
| 3 novembre 1962                            | David Piper Bruce Johnstone                         | David Piper                                            | Ferrari 250 GTO                      | 9 heures 1 113,022 km                | Rand Daily Mail Nine Hour Endurance Race |           |
| 2 novembre 1963                            | David Piper Tony Maggs                              | David Piper                                            | Ferrari 250 GTO                      | 9 heures 1 198 km                    | Rand Daily Mail Nine Hour Endurance Race |           |
| 21 octobre 1964                            | David Piper Tony Maggs                              | David Piper Auto Racing Ltd. Maranello Concessionaires | Ferrari 250 LM                       | 9 heures 1 222,24 km                 | Rand Daily Mail Nine Hour Endurance Race |           |
| Springbok Series                           |                                                     |                                                        |                                      |                                      |                                          |           |
| 6 novembre 1965                            | David Piper Richard Attwood                         | David Piper Auto Racing Ltd.                           | Ferrari 365 P2                       | 9 heures 1 240,729 km                | Rand Daily Mail Nine Hour Endurance Race |           |
| 5 novembre 1966                            | David Piper Richard Attwood                         | David Piper Auto Racing Ltd.                           | Ferrari 365 P2/3                     | 9 heures 1 191,59 km                 | Rand Daily Mail Nine Hour Endurance Race |           |
| 4 novembre 1967                            | Jacky Ickx Brian Redman                             | J.W. Automotive                                        | Mirage M1-Ford                       | 9 heures 1 403,509 km                | Rand Daily Mail Nine Hour Endurance Race |           |
| 9 novembre 1968                            | Jacky Ickx David Hobbs                              | J.W. Automotive                                        | Mirage M1-Ford                       | 9 heures 1 288,602 km                | Rand Daily Mail 9 hours                  |           |
| 8 novembre 1969                            | David Piper Richard Attwood                         | David Piper Auto Racing Ltd.                           | Porsche 917                          | 9 heures 1 337,848 km                | Rand Daily Mail 9 hours                  |           |
| 7 novembre 1970                            | Jacky Ickx Ignazio Giunti                           | SpA Ferrari SEFAC                                      | Ferrari 512 M                        | 9 heures 1 518,4 km                  | Rand Daily Mail 9 hours                  |           |
| 6 novembre 1971                            | Clay Regazzoni Brian Redman                         | SpA Ferrari SEFAC                                      | Ferrari 312PB                        | 9 heures 1 455 km                    | Rand Daily Mail 9 hours                  |           |
| 4 novembre 1972                            | Clay Regazzoni Arturo Merzario                      | SpA Ferrari SEFAC                                      | Ferrari 312PB                        | 9 heures 1 497,196 km                | Kyalami 9 Hours                          |           |
| 3 novembre 1973                            | Reinhold Joest Herbert Müller                       | R. Jöst Racing                                         | Porsche 908/3                        | 9 heures 1 475,49 km                 | Kyalami 9 Hours                          |           |
| Championnat du monde des voitures de sport |                                                     |                                                        |                                      |                                      |                                          |           |
| 9 novembre 1974                            | Gérard Larrousse Henri Pescarolo                    | Équipe Gitanes                                         | Matra Simca MS670C                   | 6 heures 964,44 km                   | Kyalami 6 Hours                          |           |
| Course non inscrite à un championnat       |                                                     |                                                        |                                      |                                      |                                          |           |
| 1er novembre 1975                          | Hans Heyer Peter Hennige Jochen Mass                | Ford Köln                                              | Ford Escort II RS                    | 1 000 km                             | Wynn's 1 000 km Kyalami                  |           |
| 6 novembre 1976                            | Jody Scheckter Harald Grohs Gunnar Nilsson          | BMW Motorsport/Faltz-Alpina                            | BMW 3.0 CSL                          | 1 000 km                             |                                          |           |
| 6 novembre 1977                            | Hans Heyer Jody Scheckter                           | Zakspeed                                               | Ford Escort RS Mk II Gr.5            | 1 000 km                             | Wynn's 1 000 km Kyalami                  |           |
| 1978                                       | Brian Cook Phil Adams                               |                                                        | Datsun 140Z                          | 1 000 km                             | Wynn's 1 000 km Kyalami                  |           |
| 30 novembre 1979                           | Helmut Kelleners Eddie Keizan                       | Eggenberger Racing                                     | BMW M1                               | 1 000 km                             | Wynn's 1 000 km Kyalami                  |           |
| 1980                                       | Non couru                                           | Non couru                                              | Non couru                            | Non couru                            |                                          |           |
| 6 novembre 1981                            | Jochen Mass Reinhold Joest                          | Joest Porsche Racing                                   | Porsche 936                          | 9 heures 365 tours                   |                                          |           |
| 6 novembre 1982                            | Jacky Ickx Jochen Mass                              | Rothmans Porsche                                       | Porsche 956                          | 9 heures 963,939 km                  |                                          |           |
| World Sportscar Championship               |                                                     |                                                        |                                      |                                      |                                          |           |
| 10 décembre 1983                           | Stefan Bellof Derek Bell                            | Rothmans Porsche                                       | Porsche 956                          | 1 000 km                             | Castrol 1 000 km Kyalami                 |           |
| 3 novembre 1984                            | Riccardo Patrese Alessandro Nannini                 | Martini Racing                                         | Lancia LC2-84                        | 1 000 km                             | Kyalami 1 000 km                         |           |
| 1985                                       | Non couru                                           | Non couru                                              | Non couru                            | Non couru                            |                                          |           |
| Course non inscrite à un championnat       |                                                     |                                                        |                                      |                                      |                                          |           |
| 26 novembre 1986                           | Piercarlo Ghinzani                                  | Joest Racing                                           | Porsche 956B                         | 500 km                               | Southern Sun 500                         |           |
| 28 novembre 1987                           | Jochen Mass                                         | Richard Lloyd Racing                                   | Porsche 962C                         | 500 km                               | Yellow Pages 500                         |           |
| 26 novembre 1988                           | Bob Wollek                                          | Joest Racing                                           | Porsche 962C                         | 500 km                               |                                          |           |
| 1989-1997                                  | Non couru                                           | Non couru                                              | Non couru                            | Non couru                            | Non couru                                | Non couru |
| Championnat FIA des voitures de sport      |                                                     |                                                        |                                      |                                      |                                          |           |
| 6 décembre 1998                            | Jérôme Policand Gary Formato                        | Solution F                                             | Riley & Scott Mk III-Ford            | 2 heures, 30 minutes 383,13 km       | Vodacom ISRS                             |           |
| 28 novembre 1999                           | Jean-Marc Gounon Éric Bernard                       | DAMS                                                   | Lola B98/10-Judd                     | 1 heure, 30 minutes 196,28 km        | Vodacom Festival of Motor Racing         |           |
| 26 novembre 2000                           | Gary Formato Ralf Kelleners                         | Kremer Racing                                          | Kremer Lola B98/K2000-Ford           | 2 heures, 30 minutes 375,14 km       | Vodacom Festival of Motor Racing         |           |
| 2001-2018                                  | Non couru                                           | Non couru                                              | Non couru                            | Non couru                            | Non couru                                | Non couru |
| Intercontinental GT Challenge              |                                                     |                                                        |                                      |                                      |                                          |           |
| 23 novembre 2019                           | Mathieu Jaminet Dennis Olsen Nick Tandy             | Frikadelli Racing Team                                 | Porsche 911 GT3 R                    | 9:00:06 1 171.198 km                 | Kyalami 9 Hour                           |           |
| 22 novembre 2020                           | Augusto Farfus Nicky Catsburg Sheldon van der Linde | Walkenhorst Motorsport                                 | BMW M6 GT3                           | 9:00:30 1 254.533 km                 | Joburg Kyalami 9 Hour                    |           |
| 2021                                       | Non couru                                           | Non couru                                              | Non couru                            | Non couru                            | Non couru                                | Non couru |
| 6 février 2022                             | Timur Boguslavskiy Jules Gounon Raffaele Marciello  | AKKA ASP Team                                          | Mercedes-AMG GT3 Evo                 | 9:01:17 1 390.403 km                 | Joburg Kyalami 9 Hour                    |           |
| 25 février 2023                            | Dries Vanthoor Charles Weerts Sheldon van der Linde | Team WRT                                               | BMW M4 GT3                           | 9:00.56 1 383.730 km                 | Joburg Kyalami 9 Hour                    |           |

## Nombres de victoires

### Pilotes
|   | Pilote                | Nombre de victoires | Éditions remportées                     |
| - | --------------------- | ------------------- | --------------------------------------- |
| 1 | David Piper           | 6                   | 1962 - 1963 - 1964 - 1965 - 1966 - 1969 |
| 2 | Jacky Ickx            | 4                   | 1967 - 1968 - 1970 - 1982               |
| 2 | Jochen Mass           | 4                   | 1975 - 1981 - 1982 - 1987               |
| 4 | Richard Attwood       | 3                   | 1965 - 1966 - 1969                      |
| 5 | Dawie Gous            | 2                   | 1960 - 1961                             |
| 5 | John Love             | 2                   | 1960 - 1961                             |
| 5 | Tony Maggs            | 2                   | 1963 - 1964                             |
| 5 | Brian Redman          | 2                   | 1967 - 1971                             |
| 5 | Clay Regazzoni        | 2                   | 1971 - 1972                             |
| 5 | Reinhold Joest        | 2                   | 1973 - 1981                             |
| 5 | Hans Heyer            | 2                   | 1975 - 1977                             |
| 5 | Jody Scheckter        | 2                   | 1976 - 1977                             |
| 5 | Gary Formato          | 2                   | 1998 - 2000                             |
| 5 | Sheldon van der Linde | 2                   | 2020 - 2023                             |

### Constructeurs
|   | Constructeur  | Nombre de victoires | Éditions remportées                                                               |
| - | ------------- | ------------------- | --------------------------------------------------------------------------------- |
| 1 | Porsche       | 12                  | 1958 - 1960 - 1961 - 1969 - 1973 - 1981 - 1982 - 1983 - 1986 - 1987 - 1988 - 2019 |
| 2 | Ferrari       | 8                   | 1962 - 1963 - 1964 - 1965 - 1966 - 1970 - 1971 - 1972                             |
| 3 | BMW           | 4                   | 1976 - 1979 - 2020 - 2023                                                         |
| 4 | Mirage        | 2                   | 1967 - 1968                                                                       |
| 4 | Ford          | 2                   | 1975 - 1977                                                                       |
| 4 | Lola          | 2                   | 1999 - 2000                                                                       |
| 7 | Dart          | 1                   | 1959                                                                              |
| 7 | Matra Simca   | 1                   | 1974                                                                              |
| 7 | Datsun        | 1                   | 1978                                                                              |
| 7 | Lancia        | 1                   | 1984                                                                              |
| 7 | Riley & Scott | 1                   | 1998                                                                              |
| 7 | Mercedes      | 1                   | 2022                                                                              |